# Experimentboy
Baptiste Mortier-Dumont connu sous le pseudonyme Experimentboy, est un vidéaste web français né le 17 mai 1994 à Ollioules. Il présente des émissions de vulgarisation scientifique, principalement dans le domaine de la chimie et de l'électronique.
Il cesse son activité après le dépôt de plusieurs plaintes à son encontre et sa condamnation pour corruption de mineur.

## Biographie
Baptiste Mortier-Dumont crée sa chaîne le 11 avril 2008, alors âgé de 13 ans. Il connaît un succès croissant depuis sa première publication où il teste la réaction entre un bonbon à la menthe et du cola en octobre 2012, alors qu'il vit dans le Var.
Il arrête ses études en école d'ingénieurs pour se consacrer à sa chaîne YouTube.
Experimentboy participe à partir de 2016 à la chaîne YouTube de vulgarisation scientifique String Theory, produite par la société Effervescence, avec Florence Porcel et Dr Nozman. Leur collaboration cesse en 2020 après que des accusations de corruption de mineur ont été portées à son encontre[source insuffisante].
Il a atteint un million d'abonnés fin 2019.

## Condamnation pour corruption de mineur
En août 2020, Numerama révèle qu'en juin de la même année, deux plaintes ont été déposées contre lui pour corruption de mineur et qu'un dossier de signalement collectif a été envoyé au procureur de la République de Lyon, Nicolas Jacquet, qui s'est saisi de l'affaire,. Selon l'enquête menée par Numerama et la journaliste Marie Turcan, il aurait, entre 2013 et 2019, ciblé une dizaine de ses fans, dont plusieurs avaient moins de 15 ans lors des faits. Début mars 2020, une de ses victimes témoigne et dénonce sur Twitter les agissements du youtubeur âgé de 22 ans au moment des faits : « Il a utilisé sa notoriété pour m'utiliser comme un esclave sexuel à distance. J'avais 13 ans, sans pouvoir consentir à une telle chose. »,,.
À la suite de la publication de l'enquête de Numerama, le youtuber saisit la justice en demandant le retrait de l'article et cent mille euros de dommages et intérêts pour atteinte à sa présomption d'innocence. Il est débouté en première instance par le tribunal judiciaire de Metz le 21 mars 2024 et n'a pas fait appel,.
Après ces révélations, les vidéos de Baptiste Mortier-Dumont sont démonétisées par YouTube et celui-ci cesse de produire de nouvelles vidéos.
Jugé en son absence en septembre 2024 par le tribunal de Val de Briey (Meurthe-et-Moselle), le parquet requiert  à l'encontre d'Experimentboy « dix mois de prison assortis d'un sursis, l'interdiction d’exercer une activité en lien avec les mineurs et l'inscription de son nom au fichier des auteurs d'infractions sexuelles » (FIJAIS),. Le 15 octobre 2024, il est condamné à deux ans de prison avec sursis, l'interdiction à vie d'exercer une profession au contact de mineurs, de contacter les victimes pendant 3 ans et à l'inscription au FIJAIS. Il annonce vouloir faire appel de cette décision, mais finalement, aucun appel n'est interjeté dans le délai prévu ; la condamnation devient donc définitive,.

## Filmographie
En 2019, il présente une web-série sur France.tv Slash intitulée Volcano. Il y présente en neuf épisodes, Chris Horsley, un Britannique de 26 ans qui tente de prélever de la lave avec un drone dans le volcan Erta Ale situé dans le désert du Danakil,.

## Publications
Experimentboy est l'auteur d'un livre, publié en 2016, dans lequel il traite diverses astuces et techniques pour reproduire ses expériences facilement à la maison :
- Baptiste Mortier-Dumont (ill. Laurent Blondel, photogr. Angelo Piccolo, avec la participation de René Cuillierier), Mes aventures explosives, Paris, Flammarion, 2016, 144 p. (ISBN 978-2-08-139478-0 et 978-2-08-139902-0, lire en ligne).